# 1625
1625 (MDCXXV) fue un año común comenzado en miércoles según el calendario gregoriano.

## Acontecimientos
- 27 de marzo: tras la muerte de Jacobo I, el príncipe Carlos Estuardo se convierte en el rey Carlos I de Inglaterra, Escocia e Irlanda.
- 4 de abril: el estatúder Federico Enrique de Orange-Nassau (príncipe de Orange) se casa con Amalia, condesa von Solms-Braunfels.
- 7 de abril: en Alemania, Albrecht von Wallenstein es nombrado comandante supremo germano.
- 1 de mayo: en la costa norte brasileña, una expedición hispano-portuguesa recaptura Salvador de Bahía, tomada por los neerlandeses el año anterior.
- 1 de mayo: en Perú se funda la ciudad de Santa Catalina de Guadalcázar (hoy Moquegua).
- 1 de mayo: en las Provincias Unidas de los Países Bajos, el príncipe Federico Enrique es nombrado estatúder, en sustitución del fallecido Mauricio de Nassau.
- 15 y 16 de mayo: en Vocklamarkt (norte de Austria) son ahorcados campesinos rebeldes.
- 13 de junio: en Inglaterra se casan el rey Carlos I y Enriqueta María de Francia, princesa de Francia y Navarra.
- 15 de junio: durante la guerra de los ochenta años, tras un largo asedio la ciudad de Breda (Países Bajos) se rinde a las tercios españoles al mando del general Ambrosio Espínola.
- 18 de junio: el parlamento británico rechaza votar el pedido de Carlos I de colectar impuestos de aduana para su reino entero, restringiéndolo a un solo año.
- 16 de agosto: en los Países Bajos, Ernesto Casimiro de Nassau-Dietz es nombrado estatúder de Groninga y Drenthe.
- 13 de septiembre: en Jerusalén son encarcelados 16 rabbis (incluido Isaiah Horowitz).
- 17 de septiembre: Inglaterra y las Provincias Unidas de los Países Bajos firman el tratado de Southampton para unir sus fuerzas contra España.
- 24 de septiembre: en Puerto Rico, los neerlandeses atacan San Juan.
- 8 de octubre: en Inglaterra, la flota del almirante Edward Cecil zarpa de Plymouth e intenta un ataque a Cádiz (España) que resulta infructuoso.

### Sin fecha
- Hugo Grocio publica De iure belli.
- En Virginia (Estados Unidos), el gobierno ahorca a Richard Cornish, presuntamente por haber violado a otro hombre. Primera condena por «sodomía» conocida en una colonia británica norteamericana.
- William Oughtred inventa la regla de cálculo.
- James Ussher es nombrado arzobispo de Armagh (Irlanda).
- En la actual isla de Manhattan, en el estuario del río Hudson, los neerlandeses fundan el pueblo de Nueva Ámsterdam.
- Primera guerra saboyana, entre la República de Génova y el Ducado de Saboya. En este contexto, se produce el Socorro de Génova, donde una flota española al mando del general Álvaro de Bazán y Benavides, II marqués de Santa Cruz, acudió en auxilio de la ciudad y rompió el cerco al que estaba sometida.
- Termina la Revuelta Bohemia.
- Comienza la intervención danesa.
- Un violento terremoto destruye la ciudad de San Salvador dejándola en ruinas.

## Nacimientos
- 9 de febrero: Beata Inés de Benigánim, Agustina descalza (f. 1696).
- 5 de abril: Domenico Maria Canuti, pintor italiano (f. 1684).
- 8 de junio: Giovanni Domenico Cassini, astrónomo e ingeniero italiano (f. 1712).
- 10 de julio: Jean Herauld Gourville, aventurero francés (f. 1703).
- 13 de agosto: Rasmus Bartholin, físico y científico danés (f. 1698).
- 14 de agosto: François de Harlay de Champvallon, arzobispo de París (f. 1695).
- 20 de agosto: Thomas Corneille, jurista y dramaturgo francés (f. 1709).
- 24 de septiembre: Johan de Witt, político neerlandés (f. 1672).
- 4 de octubre: Jacqueline Pascal, niña prodigio francesa, hermana de Blaise Pascal (f. 1661).
- 30 de noviembre: Jean Domat, jurista francés (f. 1696).
- 14 de diciembre: Barthélemy d'Herbelot de Molainville, orientalista francés (f. 1695).

## Fallecimientos
- 13 de enero: Jan Brueghel de Velours, pintor conocido como el Aterciopelado.
- 7 de enero: Ruggiero Giovannelli, compositor italiano.
- 19 de febrero: Arthur Chichester, soldado irlandés (n. 1573).
- 7 de marzo: Johann Bayer, astrónomo alemán (n. 1572).
- 25 de marzo: Giambattista Marino, poeta italiano (n. 1569).
- 27 de marzo: Jacobo VI de Escocia y I de Inglaterra (n. 1566).
- 29 de marzo: Antonio de Herrera y Tordesillas, historiador español (n. 1549).
- 23 de abril: Mauricio de Nassau, príncipe neerlandés (n. 1567).
- 27 de abril: Mōri Terumoto, guerrero japonés (n. 1553).
- 1 de junio: Honoré d'Urfé, escritor preciosista francés (n. 1568).
- 5 de junio: Orlando Gibbons, compositor y organista inglés (n. 1583).
- Agosto: John Fletcher, escritor inglés (n. 1579).
- 13 de septiembre: Tommaso Salini, pintor italiano y enemigo personal de Caravaggio (n. c. 1575).
- 20 de septiembre: Heinrich Meibom, historiador y poeta alemán (n. 1555).
- 21 de septiembre: Bartolomeo Cavarozzi, pintor italiano (n. 1590).
- 26 de septiembre: Thomas Dempster, historiador escocés (n. 1579).
- 22 de octubre: Kikkawa Hiroie, político japonés (n. 1561).
- 9 de diciembre: Ubbo Emmius, historiador y geógrafo neerlandés (n. 1547).

### Fecha desconocida
- Robert Cushman, colono de Plymouth (n. 1578).
- Willem Schouten, navegador neerlandés (n. 1567?).